# Acidente do Beechcraft King Air prefixo PR-SOM em 2017
O acidente do Beechcraft King Air prefixo PR-SOM ocorreu no dia 19 de janeiro de 2017. Entre os passageiros que morreram na queda estava o ministro do Supremo Tribunal Federal Teori Zavascki, então relator da Operação Lava Jato no STF, e o empresário Carlos Alberto Filgueiras, dono dos hotéis Emiliano. Também morreram o piloto Osmar Rodrigues e mais duas mulheres, Maíra Lidiane Panas Helatczuk e Maria Hilda Panas.

## Aeronave
O avião, um bimotor turboélice, modelo Hawker Beechcraft King Air C90, de prefixo PR-SOM, era de propriedade de Carlos Alberto Filgueiras e tinha capacidade para sete passageiros, além do piloto.
Estava registrado em nome da Emiliano Empreendimentos e Participações Hoteleiras Limitada e, segundo a ANAC, estava em situação normal de aeronavegabilidade, com inspeção válida até 12 de abril de 2017 e com certificado de autorização de voo válido até 12 de abril de 2022. O avião era considerado seguro.

## Acidente
O voo saiu do aeroporto Campo de Marte, na cidade de São Paulo, às 13h (horário de Brasília), com destino à cidade de Paraty, no estado do Rio de Janeiro, porém a aeronave caiu no mar, próximo à Ilha Rasa, cerca de meia hora depois de decolar, momento em que chovia na região da queda.

## Vítimas
- Carlos Alberto Fernandes Filgueiras, 69 anos, empresário[18][19]
- Maíra Lidiane Panas Helatczuk, 23 anos, massoterapeuta[18][19]
- Maria Ilda Panas, 55 anos, professora[18][19]
- Osmar Rodrigues, piloto[18][19]
- Teori Albino Zavascki, 68 anos, ministro do Supremo Tribunal Federal[18][19]

## Investigação
A Polícia Federal e o Ministério Público Federal abriram, no mesmo dia do acidente, inquéritos para investigarem as causas do acidente, e a Corte Interamericana de Direitos Humanos pediu por uma rápida e cuidadosa investigação sobre as circunstâncias da queda.
No dia seguinte ao acidente, a Aeronáutica resgatou a caixa-preta do gravador de voz do avião. A aeronave não possuía caixa-preta gravadora de dados. A aeronave foi retirada do mar no domingo, 22, e transportada para o Rio de Janeiro para perícia da Aeronáutica.
Em 23 de janeiro de 2017, o juiz da 1ª Vara Federal de Angra dos Reis, Raffaele Felice Pirro, decretou o sigilo das investigações sobre a queda do avião. Análise preliminar da Aeronáutica "não apontam qualquer anormalidade nos sistemas da aeronave" e que pode ter havido desorientação espacial do piloto.

### Relatório final
Em 22 de janeiro de 2018, o Centro de Investigação e Prevenção de Acidentes Aeronáuticos (CENIPA) apresentou o relatório final do acidente. A conclusão foi que não houve falha da aeronave nem falta de combustível. O acidente foi causado por três fatores principais:
- Condições climáticas adversas para o pouso visual (VFR), único modo de operação do aeroporto de Paraty. No momento do acidente, a visibilidade horizontal era de 1 500 metros e a precipitação pluviométrica era de 25 mm/h, condições não recomendadas para operações de pouso e decolagem sob VFR.
- Cultura operacional dos pilotos: as investigações concluíram que havia entre os pilotos que voavam rotineiramente naquela região, uma cultura de "experiência operacional" em condições adversas, em detrimento das recomendações de segurança para a operação em voo visual, com práticas informais que interferiram na percepção e análise adequada dos riscos envolvidos naquela operação de pouso.
- Desorientação espacial: provável consequência da baixa  visibilidade, de curva executada sobre a água a baixa altura, e das condições de estresse do piloto, que levaram à perda de controle da aeronave.